# Obszar Chronionego Krajobrazu Zalewu Koronowskiego

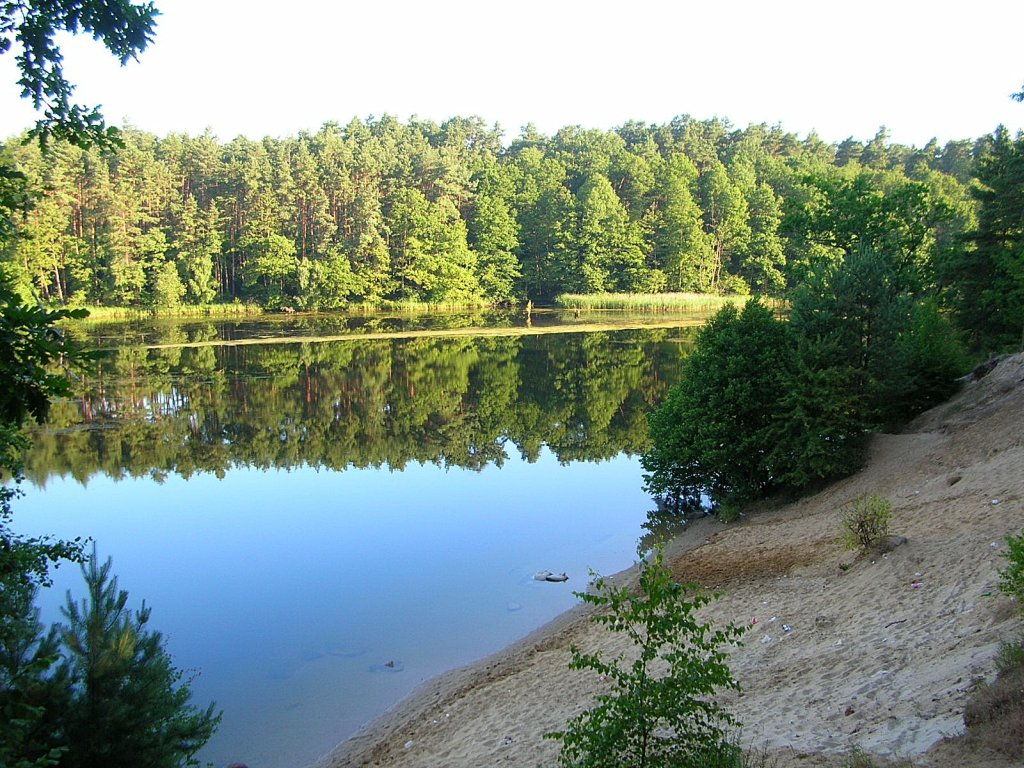
Zakole Brdy w Janowie

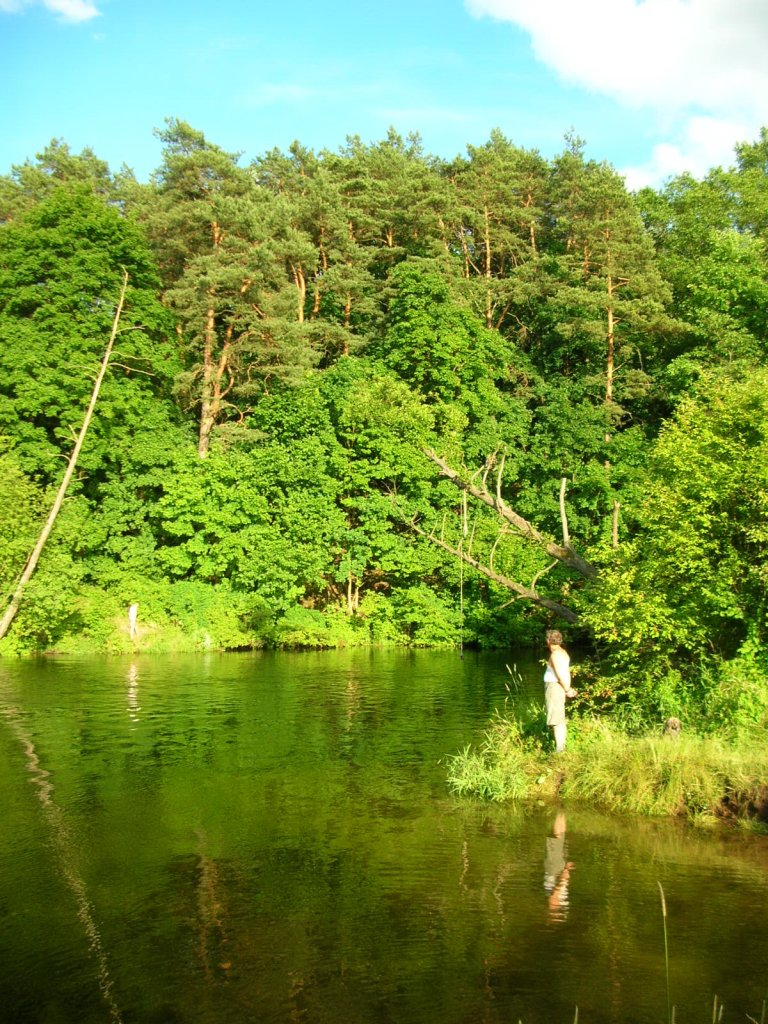
Brda w Opławcu

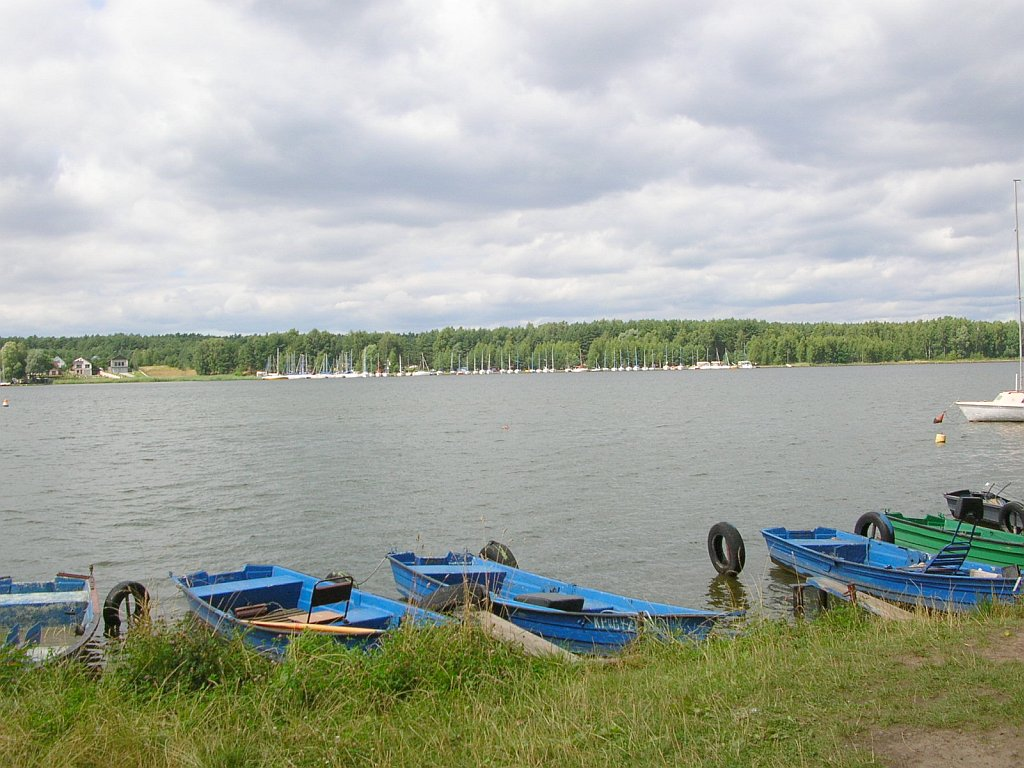
Zalew Koronowski

Obszar Chronionego Krajobrazu Zalewu Koronowskiego – obszar chronionego krajobrazu położony w północno-zachodniej części województwa kujawsko-pomorskiego.
Obszar został utworzony na mocy Rozporządzenia Nr 9/91 Wojewody Bydgoskiego z dnia 14 czerwca 1991 roku.

## Lokalizacja
Obszar Chronionego Krajobrazu Zalewu Koronowskiego zajmuje powierzchnię 286,87 km², z tego w większości na terenie gminy Koronowo oraz północno-zachodnich fragmentach miasta Bydgoszczy (8,9 km², osiedla: Janowo, Smukała i Opławiec).
Pod względem fizyczno-geograficznym jest położony na obszarze mezoregionu Doliny Brdy, do której od wschodu przylega Wysoczyzna Świecka, a od zachodu Pojezierze Krajeńskie.
Na północy Obszar łączy się ze strefą ochronną Tucholskiego Parku Krajobrazowego, na zachodzie z: Obszarem Chronionego Krajobrazu Doliny rzeki Kamionki i Obszarem Chronionego Krajobrazu Doliny rzeki Sępolenki, na południowym zachodzie z Obszarem Chronionego Krajobrazu Rynny Jezior Byszewskich, zaś na południu z Obszarem Chronionego Krajobrazu Północnego Pasa Rekreacyjnego Miasta Bydgoszczy.

## Charakterystyka
Obszar krajobrazu chronionego obejmuje Zalew Koronowski i jego otoczenie, w większości leśne, należące do kompleksu Borów Tucholskich. Zalew Koronowski jest częścią wodnego turystycznego szlaku rzeki Brdy, a powstał poprzez spiętrzenie wody na wysokości 20 m.
Malowniczość przyrodniczo-krajobrazowa tego obszaru wynika z występowania na jego powierzchni doliny rzeki Brdy, Zalewu Koronowskiego, znacznej ilości jezior, lasów oraz urozmaiconego ukształtowania hipsonometrycznego powierzchni.
Na jego powierzchnię składają się:
- lasy: 221,6 km² (77% obszaru),
- wody: 14,5 km²,
- tereny pozostałe, przeważnie rolne i osadnicze: 51,8 km².

Ze względu na dużą ilość obszarów bagiennych i podmokłych przylegających do akwenów, znajdują się na tym obszarze liczne miejsca lęgowe ptaków wodnych. Oprócz popularnych w Polsce krzyżówek, łysek i kormoranów, natrafić tu można na okazy kaczek czernic i żurawi.
Lasy położone wzdłuż Doliny Brdy stanowią korytarz ekologiczny łączący węzły ekologiczne o znaczeniu międzynarodowym: Pradolinę Toruńsko-Eberswaldzką z Borami Tucholskimi.

### Rezerwat przyrody
Na terenie Obszaru Chronionego Krajobrazu Zalewu Koronowskiego znajduje się rezerwat przyrody Różanna Dęby, o powierzchni 5,94 ha, utworzony 29 stycznia 2002 r. Rezerwat ten jest położony nieopodal zachodniego brzegu Zalewu Koronowskiego i chroni 200-letni drzewostan dębu szypułkowego o charakterze naturalnym.

## Ograniczenia środowiskowe
Na obszarze obowiązują dodatkowe zalecenia dotyczące ochrony środowiska, wykraczające poza standardowe przepisy dotyczące obszarów chronionego krajobrazu. Dotyczy to obligatoryjnej konieczności poprawy stanu sanitarnego wód Zalewu i rzeki Brdy poprzez uporządkowanie gospodarki wodno-ściekowej ośrodków wypoczynkowych i terenów osiedleńczych, z uwagi na położenie w strefie pośredniej ujęcia wody na Czyżkówku w Bydgoszczy.